# Acquisition d'un navire
 (février 2009).
Si vous disposez d'ouvrages ou d'articles de référence ou si vous connaissez des sites web de qualité traitant du thème abordé ici, merci de compléter l'article en donnant les références utiles à sa vérifiabilité et en les liant à la section « Notes et références ».
L’acquisition d’un navire est une manœuvre assez complexe dans laquelle d'importants moyens économiques entrent en jeu. Par l'intermédiaire des banques, le futur propriétaire va faire une demande de prêt pour l’achat d’un navire. Celles-ci vont alors faire des accords entre elles pour pouvoir financer l’achat d’une telle entreprise.

## Les différents types d'acquisition

### Accord
Par ceci on entend la construction d’un nouveau navire, l’achat d’un nouveau navire, et l’achat d’un navire de deuxième main.
Pour la construction d’un navire, tout commencera quand, les caractéristiques du navire, la modalité de construction, le prix, la période de construction et le paiement auront été définis.
Modalité de construction: un accord va être effectué afin de savoir quelle partie va fournir les tôles ou le matériel de construction ; en général c’est le chantier naval qui va s’occuper de tout, c'est-à-dire qu’il va lui-même fournir le matériel avec lequel il va construire un navire. Alors le chantier est le propriétaire à part entière du navire ou de la coque, jusqu’à ce qu’il soit rendu a l’acquéreur.
Mais, en cas de faillite du chantier, l’argent et l'ensemble construit du navire vont être employé pour payer les dettes.
Une autre modalité consiste en ce que le commanditaire fournisse tout ou une partie du matériel nécessaire à la construction de son navire, ainsi la coque ou ce qui est construit lui appartient. Ceci est le leasing d’une entreprise pour construire. Dans ce cas de figure, si le chantier tombe en faillite, la coque appartient toujours au commanditaire, et celui-ci peut faire continuer la construction par un autre chantier, ou revendre ce qui est fait, mais il est alors à part entière responsable du navire. Par exemple, s'il a un défaut ou dommage à la mise à l’eau, tous les problèmes sont pour le commanditaire, et la responsabilité du chantier n’est donc pas remise en question.
Quand un navire va être enregistré la propriété doit être démontrée, pour ceci le contrat de vente ou le certificat du constructeur va démontrer la propriété.
Le certificat de construction d’un navire est délivré par le chantier et c’est une déclaration stipulant qu'ils ont construit le navire, et contenant le nom du propriétaire ainsi que celui du navire. 
L’achat d’un nouveau navire : il arrive assez souvent qu’il y ait des périodes de crise dans la construction de navires, donc des commandes aux chantiers ne seront pas adressées. Et pour que le chantier puisse continuer d’exister il faut qu'il soit productif. Donc ils vont analyser le marché, et des navires vont être construits sur des bases spéculatives.
Après avoir construit le navire, le chantier va essayer de vendre le navire, ou peut éventuellement devenir armateur en lui-même.
L’achat d’un navire existant ou de deuxième main : La personne ou société qui a besoin d’un type de navire en particulier va chercher sur le marché des navires existants et mis en vente pouvant satisfaire ses besoins. Cette recherche peut se faire par l’intermédiaire d’un courtier maritime qui va trouver le navire qui convient le mieux aux nécessitées du futur propriétaire.
Quand ce navire est trouvé il le visite et l'inspecte, puis toute une machine est mise en marche : si le navire est accepté, des accords avec des sociétés de classification et des négociations avec le propriétaire actuel vont être effectués, alors un mémorandum d’accord va être établi, celui-ci va être signé par l’acheteur et scellé par deux témoins.
Avant qu'un accord soit établi, le navire va aller en cale sèche. Si l’acheteur trouve que le navire est en bon état, les dépenses de la cale sèche sont pour l’acheteur. Si tel n’est pas le cas le navire est considéré comme n’étant pas en bon état. Les dépenses de la cale sèche seront alors payées par le vendeur.
Certificat de livraison : une fois le navire changé de mains, l’acheteur comme le vendeur vont signer le certificat de livraison, et le propriétaire devra assumer dès lors ses responsabilités.
Enfin le  contrat de vente va être établi par un notaire et c’est ce document qui va désigner la propriété du navire qui, après tout est un bien mobile mais considéré comme immobilier.

### L’abandon d’un navire
Après qu’un navire a été abandonné, n’importe qui peut se déclarer propriétaire. L’abandon peut survenir dans le cas où il a été accidenté ou par exemple en cas d’échouage du navire. Les couts deviennent alors trop chers et le propriétaire peut abandonner la responsabilité du navire. Il peut également conclure un accord avec la compagnie d’assurance qui, en échange d’une certaine somme d’argent, va conclure un échange pour le navire ou épave.
L’abandon peut également être déclaré après une certaine période durant laquelle le propriétaire n’a pas manifesté d'intérêt pour son bien.

### Butin de guerre
Un navire peut être pris en gage de paiement pour dommage ou même être séquestré en temps de guerre. Un cas très connu est l’actuel Quatre-mâts barque Sedov, qui était un ancien voilier allemand appartenant actuellement a la Russie (en paiement pour dommages causés durant la seconde Guerre mondiale).

### Héritage et donation
Un navire étant considéré comme un bien immobilier, la donation d’un tel bien est possible, mais ceci est un cas très rare. En revanche, l’héritage de ce bien est possible.